# Butastur
A Butastur a madarak osztályának a vágómadár-alakúak (Accipitriformes) rendjébe és a vágómadárfélék (Accipitridae) családjába és a ölyvformák (Buteoninae) alcsaládjába tartozó nem.

## Rendszerezés
A nembe az alábbi 4 faj tartozik
- sáskaölyv (Butastur rufipennis)
- fehérszemű ölyv (Butastur teesa)
- maláj ölyv (Butastur liventer)
- bogarászó ölyv (Butastur indicus)